# Mysterium coniunctionis
Mysterium coniunctionis: investigación sobre la separación y la unión de los opuestos anímicos en la alquimia (en alemán Mysterium Coniunctionis. Untersuchungen über die Trennung und Zusammensetzung der seelischen Gegensätze in der Alchemie) es una obra escrita por Carl Gustav Jung entre 1955 y 1956. Editada en dos volúmenes (uno en castellano), el tercero, sobre la Aurora consurgens, fue escrito por Marie-Louise von Franz.
Representa el decimocuarto volumen de su Obra completa, siendo a su vez uno de sus principales trabajos dedicados al estudio de la alquimia. El resto del tratamiento y aproximación a la misma se incluirá en las siguientes obras: Aion (OC 9/2), Psicología y alquimia (OC 12), Estudios sobre representaciones alquímicas (OC 13) y La psicología de la transferencia (incluida en OC 16).

## Contenido
Jung alude a esta obra como «Mi último libro». Constituye el culmen de la confrontación entre la alquimia y la psicología analítica.

Sólo con Mysterium Coniunctionis mi psicología se situó definitivamente en la realidad y se cimentó históricamente como un todo. Con ello mi tarea estaba terminada, mi obra hecha y concluida. En el instante en que logré mi objetivo accedí a los límites más extremos de lo para mí concebido científicamente, a lo trascendente, la esencia del arquetipo en sí, más allá de lo cual ya no es posible expresar nada más en el aspecto científico.

## Edición en castellano
- Jung, Carl Gustav (2002 [3ª edición 2016]). Obra completa de Carl Gustav Jung. Volumen 14: Mysterium coniunctionis: investigación sobre la separación y la unión de los opuestos anímicos en la alquimia (1955/1956). Traducción Jacinto Rivera de Rosales y Jorge Navarro Pérez. Madrid: Editorial Trotta. ISBN 978-84-8164-512-5/ ISBN 978-84-8164-513-2.

- Datos: Q16387223